# سوراف غوسال
سوراف غوسال (من مواليد 10 أغسطس 1986 في كلكتا، بنغال الغربية) هو لاعب اسكواش من الهند.
شارك في دورة الألعاب الآسيوية 2006 في الدوحة بقطر.

## روابط خارجية
- سوراف غوسال على موقع الاتحاد الدولي لمحترفي الاسكواش (مؤرشف) (الإنجليزية)
- سوراف غوسال على موقع SquashInfo.com (الإنجليزية)
- سوراف غوسال على موقع اتحاد ألعاب الكومنولث (مؤرشف) (الإنجليزية)
- سوراف غوسال على موقع اتحاد ألعاب الكومنولث (مؤرشف) (الإنجليزية)